# Alfred Leu
Alfred Carl Erich Wilhelm Leu (* 11. Mai 1900 in Schwerin; † 1975) war ein deutscher Psychiater. Zwischen 1940 und 1945 war er in Schwerin im Rahmen der Krankenmorde in der Zeit des Nationalsozialismus an der Tötung von mindestens 100 geistig behinderten Kindern beteiligt.
Die Geschichte des Dr. Leu wird in Regina Scheers Roman Machandel im 16. Kapitel Natalja - Budj silnoi erzählt.

## Leben
Alfred Leu war der Sohn eines Eisenbahnangestellten. Aus einfachen Verhältnissen stammend hatte er zunächst eine Schlosserlehre absolviert. Er bestand Ostern 1920 in Wismar das Abiturientenexamen und studierte anschließend in Rostock, Innsbruck, Hamburg und wieder Rostock Medizin. In Rostock wurde er 1925 mit der Dissertation „Über die Häufigkeit der allgemeinen Amyloidose im Sektionsmaterial vor und nach dem Kriege“ zum Dr.  med. promoviert, 1926 erhielt Leu die Approbation.
Ab 1929 arbeitete Leu, ab 1936 als Oberarzt in der Heil- und Pflegeanstalt Sachsenberg-Lewenberg bei Schwerin unter dem Chefarzt Johannes Fischer. 1936 wurde er in das Erbgesundheitsgericht Schwerin berufen. Ab August 1941 leitete er die Kinderfachabteilung Sachsenberg, auf der mindestens 70 Kinder mit Veronal, Luminal oder Morphium getötet wurden.
Leu trat zum 1. Mai 1933 in die NSDAP ein (Mitgliedsnummer 2.813.782), wurde NSV-Gauhauptstellenleiter und leitete das Rassenpolitische Amt der NSDAP der Gauleitung Mecklenburg.

Im Verlauf des Jahres 1945 setzte er sich aus Mecklenburg in Richtung Westen ab und praktizierte als Arzt in Holstein. Vom 26. November 1945 bis zum 28. Mai 1948 befand er sich in britischer Internierung. Nach der Entlassung bestritt er seinen Lebensunterhalt als Hilfsschlosser. Anfang Juli 1949 wurde er als zweiter Gerichtsarzt beim gerichtsärztlichen Institut in Köln zur Probe eingestellt. Nach anonymen Anzeigen wegen Beteiligung an der NS-Euthanasie gestand er 1949, etwa 100 Personen „eingeschläfert“ zu haben. Daraufhin verlor er seine Anstellung. Ein nach staatsanwaltschaftlichen Ermittlungen eingeleitetes Gerichtsverfahren vor dem Schwurgericht Köln endete am 24. Oktober 1951 mit Freispruch, der am 4. Dezember 1953 nach einem erfolgreichen Widerspruch der Staatsanwaltschaft beim Bundesgerichtshof in einem zweiten Verfahren vom Schwurgericht bestätigt wurde.
Leu praktizierte weiter als Psychiater und Gerichtsgutachter in Köln, zuletzt mit dem Titel Obermedizinalrat.
Nach neueren Forschungen (Stand 2012) sind mehr als 1000 Menschen im Rahmen der NS-Euthanasie in Sachsenberg getötet worden.